# 58345 Moomintroll

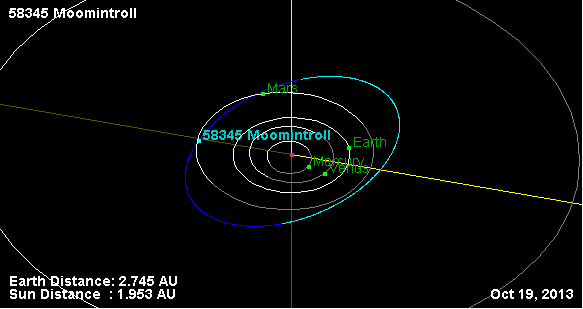
58345 Moomintroll

58345 Moomintroll eller 1995 CZ1 är en asteroid i huvudbältet som upptäcktes den 7 februari 1995 av den brittiske astronomen David J. Asher vid Siding Spring-observatoriet. Den är uppkallad efter den fiktiva figuren Mumintrollet, skapad av Tove Jansson.
Den tillhör asteroidgruppen Hungaria.